# Turčianky
Turčianky jsou obec na Slovensku v okrese Partizánske v Trenčínském kraji. Žije zde 140 obyvatel.
První písemná zmínka o obci je z roku 1293. V obci se nachází neogotická římskokatolická kaple svatého Ladislava z konce 19. století.